# Woodend (Nowa Zelandia)
Woodend – miasto w Nowej Zelandii. Położone we wschodniej części Wyspy Południowej, w regionie Canterbury, 3015 mieszkańców. (dane szacunkowe – styczeń 2010).